# Cheung Chung-kiu
Cheung Chung-kiu est un homme d'affaires et milliardaire chinois né en 1964. 

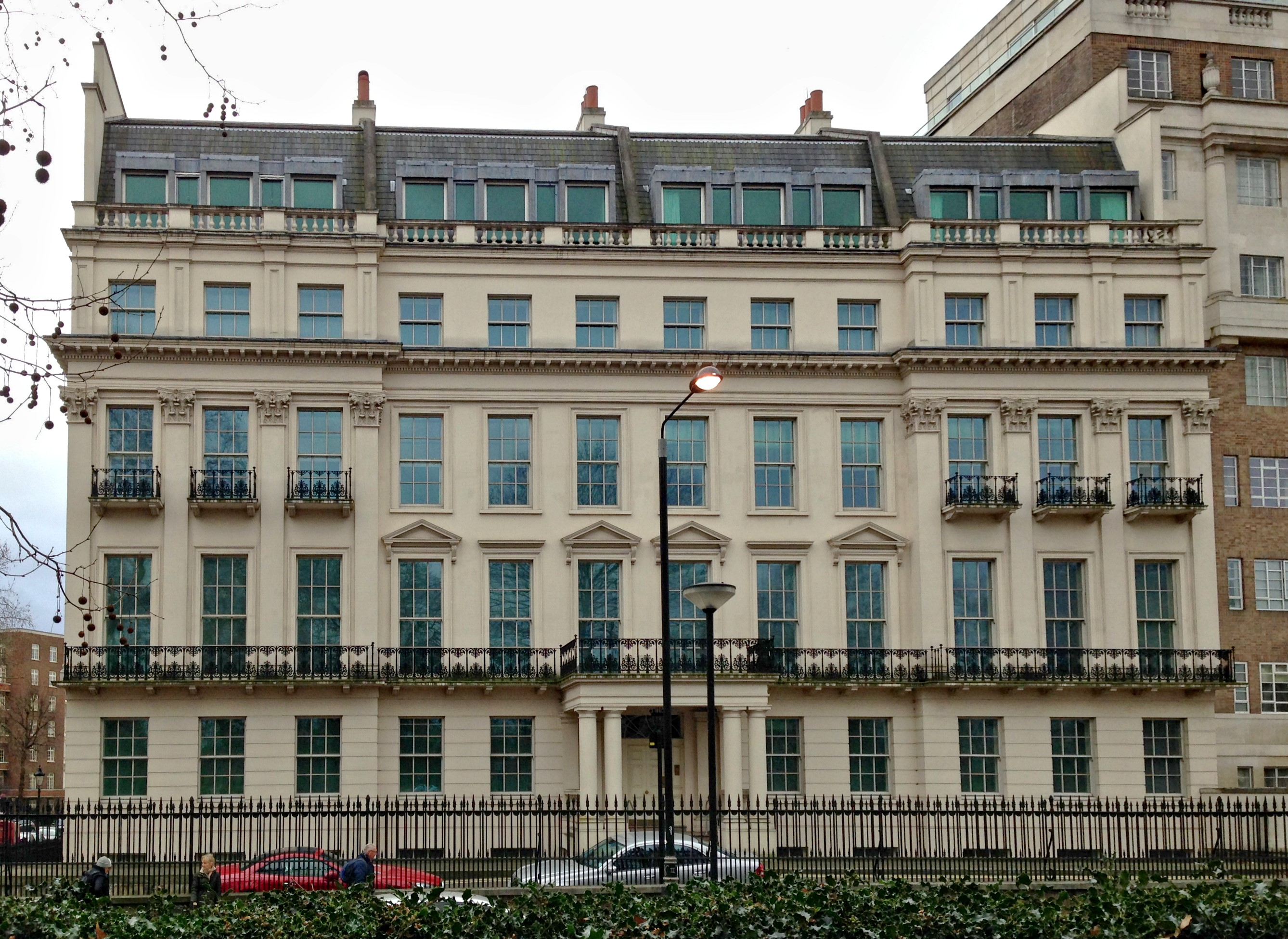
No 2-8a, Rutland Gate, Londres.

Il est le propriétaire, à Londres, d’une demeure d’exception : le no 2-8a, Rutland Gate, qu’il acquiert en 2020 pour la somme de 210 millions de livres, un prix jamais atteint au Royaume-Uni. Cette demeure, surplombant Hyde Park, construite dans les années 1985-1987, est vaste de 5 574 m2, compte 6 étages et 45 pièces ; elle fut l’ancienne résidence du Premier ministre libanais Rafic Hariri, puis du prince saoudien Abdelaziz Al Saoud.